# Robert George Macpherson
Pour les articles homonymes, voir Robert Macpherson et Macpherson.
Robert George Macpherson (28 janvier 1866-27 novembre 1926) est un homme politique canadien de la Colombie-Britannique. Il est député fédéral libéral de la circonscription britanno-colombienne de Burrard de 1903 à 1904, ainsi que de Cité de Vancouver de 1904 à 1908.

## Biographie
Né à Erin dans le comté de Wellington dans le Canada-Ouest (Ontario), Macpherson immigre au Canada avec sa famille en 1858. Il fréquence ensuite l'école publique et le Gait Collegiate Institute.
Impliqué rapidement dans le commerce des médicaments, il s'établit à New Westminster où il travaille de 1888 à 1895. Il occupe également la fonction de le poste de président de la British Columbia Pharmaceutical Association.
Macpherson est aussi président honoraire du Club de crosse de Vancouver, l'un des fondateurs du Vancouver Canadian Club et contributeur à plusieurs magazines canadiens.